# Ophioscion
Ophioscion és un gènere de peixos de la família dels esciènids i de l'ordre dels perciformes.

## Morfologia
- Cos allargat i més o menys comprimit.
- Cap baix i curt.
- El musell sobresurt sobre la boca, la qual és petita i horitzontal.
- Dents senzilles en bandes a la mandíbula inferior.
- Mentó sense barbons.
- Espines branquials curtes.
- Preopercle serrat i sense espines fortes.
- Escates en el cos i en tot (o quasi) el cap.
- Aleta caudal llarga.
- Aleta anal de base curta.[2]

## Distribució geogràfica
Es troba a les aigües tropicals i subtropicals del Nou Món.

## Taxonomia
- Ophioscion adustus (Agassiz, 1831)
- Ophioscion costaricensis (Caldwell, 1958)
- Ophioscion imiceps (Jordan & Gilbert, 1882)
- Ophioscion obscurus (Hildebrand, 1946)
- Ophioscion panamensis (Schultz, 1945)
- Ophioscion punctatissimus (Meek & Hildebrand, 1925)
- Ophioscion scierus (Jordan & Gilbert, 1884)
- Ophioscion simulus (Gilbert, 1898)
- Ophioscion strabo (Gilbert, 1897)
- Ophioscion typicus (Gill, 1863)
- Ophioscion vermicularis (Günther, 1867)[3][4][5][6][7][8]